# Münsters stift
Münsters stift (latin: Dioecesis Monasteriensis, tyska: Bistum Münster) är ett av tjugo katolska stift i Tyskland. Det tillhör Kölns kyrkoprovins. Biskop är Felix Genn.